# یواس‌اس لوناپ (آی‌دی-۲۷۰۰)
یواس‌اس لوناپ (آی‌دی-۲۷۰۰) (به انگلیسی: USS Lenape (ID-2700)) یک کشتی بود که طول آن ۳۹۸ فوت (۱۲۱ متر) بود. این کشتی در سال ۱۹۱۲ ساخته شد.